# Chiton densiliratus
Chiton densiliratus är en blötdjursart som beskrevs av Carpenter in Pilsbry 1893. Chiton densiliratus ingår i släktet Chiton och familjen Chitonidae. Inga underarter finns listade i Catalogue of Life.